# Paraclius acuticornis
Paraclius acuticornis är en tvåvingeart som beskrevs av Van Duzee 1929. Paraclius acuticornis ingår i släktet Paraclius och familjen styltflugor. Inga underarter finns listade i Catalogue of Life.